# Carlo Cassola (doppiatore)

Carlo Cassola

Carlo Cassola (Porto Said, 11 dicembre 1911 – 31 dicembre 1999) è stato un doppiatore italiano.

## Biografia
In coppia con Paolo Canali lavora dal 1935 al 1938 alla versione italiana di tutti i film di Stanlio e Ollio che arrivano in Italia in quel periodo e al ridoppiaggio di quelli già presenti nella stessa lingua.
La sua voce viene sostituita dal 1938 da quella di Mauro Zambuto.

## Doppiaggi di Stan Laurel
- I ladroni (Night Owls), regia di James Parrott (1930)
- Sotto zero (Below Zero), regia di James Parrott (1930)
- Un marito servizievole (Hog Wild), regia di James Parrott (1930)
- Il compagno B (Pack Up Your Troubles), regia di George Marshall e Raymond McCarey (1932)
- Anniversario di nozze (Twice Two), regia di James Parrott (1933)
- I figli del deserto (Sons of the Desert), regia di William A. Seiter (1934)
- Nel paese delle meraviglie (Babes in Toyland), regia di Charley Rogers e Gus Meins (1934)
- Gli allegri scozzesi (Bonnie Scotland), regia di James W. Horne (1935)
- Noi siamo zingarelli (The Bohemian Girl), regia di James W. Horne e Charley Rogers (1936)
- Allegri gemelli (Our Relations), regia di Harry Lachman (1936)
- Scegliete una stella (Pick a Star), regia di Edward Sedgwick (1937)
- I fanciulli del West (Way Out West), regia di James W. Horne (1938)